# New York Open
New York Open byl profesionální tenisový turnaj mužů konaný v americkém městě Uniondale, ležícím na newyorském Long Islandu. Založen byl v roce 2018.  Na okruhu ATP Tour se řadil do kategorie ATP Tour 250. V sezóně 2021 byl zrušen pro koronavirovou pandemii. Držitelé pořadatelských práv ze společnosti GF Sports & Entertainment jej v roce 2021 přesunuli do Dallasu. V kalendáři 2022 newyorskou akci nahradil Dallas Open.

## Charakteristika
New York Open byl hrán v rámci okruhu ATP Tour, kde patřil do kategorie ATP Tour 250. Probíhal v únorovém termínu na krytých dvorcích s tvrdým povrchem Laykold. 
Dějištěm se stala aréna Nassau Veterans Memorial Coliseum ve městě Uniondale na Long Islandu, která byla po osmnáctiměsíční renovaci s náklady 165 milionu dolarů otevřena v dubnu 2017. New York Open se stal první událostí v historii ATP, kde byl na kurty položen povrch černé barvy.
K založení došlo v roce 2018 poté, co v kalendáři ATP Tour nahradil únorový Memphis Open, konaný od roku 1975. Memphiští organizátoři nenalezli generálního partnera pro zajištění finančního zázemí.
Do soutěže dvouhry nastupovalo dvacet osm hráčů a čtyřhry se účastnilo šestnáct párů. Celková dotace činila 	804 180 dolarů. Premiérový ročník dvouhry vyhrál Jihoafričan Kevin Anderson a ve čtyřhře zvítězil bělorusko-rakouská dvojice Max Mirnyj a Philipp Oswald.

## Přehled finále

### Dvouhra
| Rok  | vítěz                           | finalista                       | výsledek                        |
| ---- | ------------------------------- | ------------------------------- | ------------------------------- |
| 2018 | Kevin Anderson                  | Sam Querrey                     | 4–6, 6–3, 7–6(7–1)              |
| 2019 | Reilly Opelka                   | Brayden Schnur                  | 6–1, 6–7(7–9), 7–6,(9–7)        |
| 2020 | Kyle Edmund                     | Andreas Seppi                   | 7–5, 6–1                        |
| 2021 | zrušeno pro pandemii koronaviru | zrušeno pro pandemii koronaviru | zrušeno pro pandemii koronaviru |

### Čtyřhra
| Rok  | vítězové                        | finalisté                       | výsledek                        |
| ---- | ------------------------------- | ------------------------------- | ------------------------------- |
| 2018 | Max Mirnyj Philipp Oswald       | Wesley Koolhof Artem Sitak      | 6–4, 4–6, [10–6]                |
| 2019 | Kevin Krawietz Andreas Mies     | Santiago González Ajsám Kúreší  | 6–4, 7-5                        |
| 2020 | Ajsám Kúreší Dominic Inglot     | Steve Johnson Reilly Opelka     | 7–6(7–5), 7–6(8–6)              |
| 2021 | zrušeno pro pandemii koronaviru | zrušeno pro pandemii koronaviru | zrušeno pro pandemii koronaviru |